# Березитовый
Березитовый — упразднённый посёлок в Тындинском районе (Тындинский муниципальный округ) Амурской области России. Исключен из учётных данных в 1986 году.

## Название
Название получил по градообразующему Березитовому золоторудному месторождению.

## География
Расположен на левобережье реки Хайкта.
Расстояние:
- до районного центра — Тында 137 км,
- до областного центра — Благовещенск 551 км.

## История
Основан в 1975 году как база геологоразведочной партии. Посёлок стал центром Березитовского сельского Совета Тындинского района.
Решением Амурского областного Совета от 29.08.1984 года в состав сельсовета была включена железнодорожная станция Муртыгит и одновременно, в связи с резким сокращением численности населения в пос. Березитовый, центр Березитовского сельского Совета был перенесен в Муртыгит, а Березитовский сельский Совет переименован в Муртыгитский сельский Совет.
В 2003 году начал работу Березитовый рудник — крупное предприятие горнорудной промышленности. Населённый пункт возродился как жилой посёлок рудника

## Население
В период вахтовой работы проживает более 450 человек.

## Инфраструктура
Основа экономики — добыча полезных ископаемых. Березитовый рудник с добычей золота.

## Транспорт
Вахтовый автобус от станции Сковородино.